# Karakija

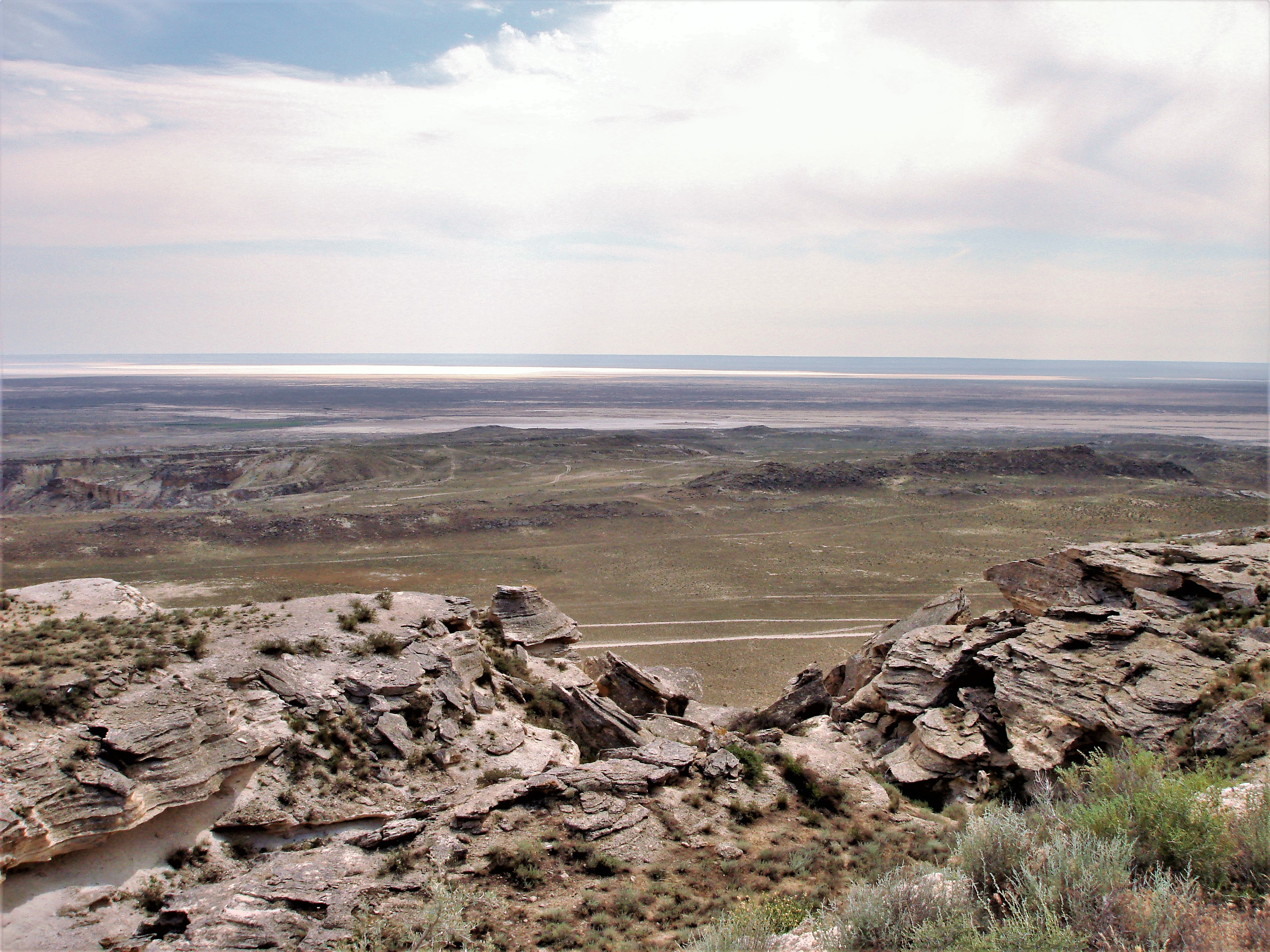
Karakija

Karakija (także Karagije, Batyr; kaz.: Қарақия ойпаты, Karakija ojpaty; ros.: впадина Карагие, wpadina Karagije) – zapadlisko krasowe w zachodnim Kazachstanie, na półwyspie Mangystau, o głębokości sięgającej 132 m p.p.m.; jest to najgłębsza depresja Kazachstanu. Rozciąga się na długości ok. 85 km i szerokości 10–25 km. Na dnie występują sołonczaki. Jest to jedyne miejsce na półwyspie Mangystau, w którym rosną jadalne dla ludzi grzyby.